# Der Kampf ums Matterhorn
Der Kampf ums Matterhorn ist ein deutscher Bergsteiger-Stummfilm aus dem Jahre 1928 mit Luis Trenker.

## Handlung
Schweiz, in den 1860er Jahren. Anton Carrel, ein italienischer Bergführer, lebt mit seiner Frau Felicitas ein bescheidenes, aber glückliches Leben am Fuße des Matterhorns. Zu diesem legendären Berg steht er in einer Art Hassliebe, ist er doch bereits mehrmals bei der Ersteigung des steil aufragenden Steinriesen gescheitert. Das Paar lebt unter einem Dach mit Antons Halbbruder Giaccomo, der einen bösartigen Charakter besitzt. Da er ein Auge auf Felicitas geworfen hat, hofft er, dass Carrel von dem nächsten Versuch, das Matterhorn zu erklimmen, nicht mehr heimkehren wird. Auch der britische Alpinist Edward Whymper hat sich fest vorgenommen, den Gipfel zu bezwingen, und knüpft daher Kontakt zum erfahrenen Bergsteiger. Doch Carrel lehnt die erbetene Führung ab, und so macht sich Whymper ohne Carrel auf den Weg nach oben, nur mit dem buckligen Meynet als Begleitung. Doch Whymper stürzt bei seinem Versuch ab und wird schwer verletzt in die bescheidene Unterkunft der Carrels gebracht. Dort pflegt ihn Felicitas aufopferungsvoll. Giaccomo sieht die Chance gekommen, die Eifersucht in Anton zu erwecken und die beiden Männer gegeneinander aufzuhetzen, in dem er insinuiert, dass sich Gefühle zwischen Felicitas und dem Engländer entspinnen. Carrel beschließt, Whymper fortan nicht mehr aus den Augen lassen, und lässt sich nun doch darauf ein, ihn auf den Matterhorngipfel zu führen. Tatsächlich kommt es beim Aufstieg zu einer Auseinandersetzung, doch schließlich ist es Whymper, der Carrel aus einer brenzligen Situation rettet. Felicitas, die aus der Ferne die Auseinandersetzung der beiden Männer beobachtet hat, folgt ihnen und gerät dabei in ein heftiges Schneegestöber. Sie bricht erschöpft zusammen und wird von ihrem Mann aufgefunden. Felicitas’ Anwesenheit ist für ihn der Beweis, dass sich seine Frau um ihn gesorgt hat.
Weitere Jahre ziehen ins Land, und Whymper will einen erneuten Versuch wagen, das Matterhorn zu erklimmen; diesmal in Begleitung einiger Landsleute. Zeitgleich befindet sich auch Anton Carrel mit einigen Italienern in der Wand. Die Erstbesteigung des Berges droht zu einem Wettlauf mit der Zeit zu werden. Whymper erreicht als erster den Gipfel und hisst die englische Flagge. Bei dem Abstieg stürzen vier seiner Begleiter ab, nur das um sie gewickelte Seil, an dessen Ende Edward Whymper sie festhält, steht zwischen Leben und Tod. Whympers Kräfte schwinden, und das Seil reibt sich an einer scharfkantigen Stelle am Fels durch, sodass die Unglückseligen in die Tiefe stürzen. Am Boden zerstört kehren nur Whymper und zwei Bergführer ins Dorf am Fuße des Matterhorns zurück. Dem Briten werden schwere Vorwürfe gemacht, man beschuldigt ihn, den Tod seiner vier Landsleute verschuldet zu haben, indem er das Seil, an denen die Kumpane hingen, einfach gekappt zu haben, um sein eigenes Leben zu retten. Völlig erschöpft und zutiefst betrübt bricht Edward Whymper zusammen. Nun aber ist es ausgerechnet Anton Carrel, der sich auf seine Seite stellt und davon überzeugt ist, dass diese Anwürfe unberechtigt sind. Er steigt noch einmal in den Berg hinein und sucht das Seil, das über Wohl und Wehe, über Schuld oder Unschuld des Matterhorn-Erstbesteigers entscheiden wird. Tatsächlich findet er es, und Carrel zeigt es seinen Dörflern: Das Seil erweist sich als wirklich gerissen und wurde nicht abgeschnitten.

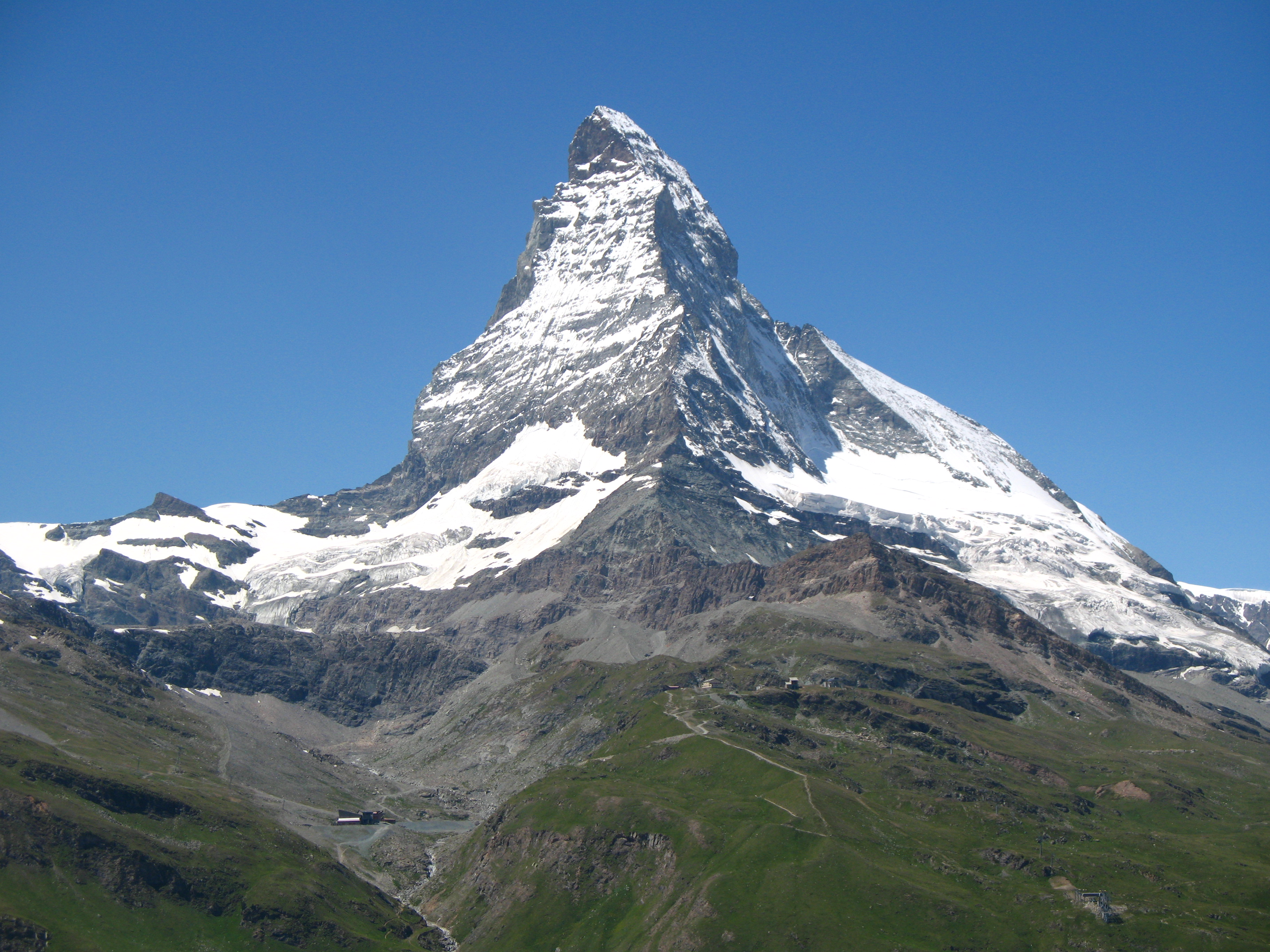
Das Matterhorn von der Schweiz aus gesehen

## Produktionsnotizen
Der Kampf ums Matterhorn entstand 1928 vor Ort am Matterhorn sowie in Zermatt und am Monte Rosa. Die Ateliernahmen wurden in den Jofa-Ateliers in Berlin-Johannisthal aufgenommen. Der Siebenakter mit einer Länge von 2692 Metern passierte am 29. Oktober 1928 die Zensur und wurde am 3. Dezember 1928 im Berliner Ufa-Palast am Zoo für Deutschland erstaufgeführt. Die Weltpremiere fand bereits eine Woche zuvor, am 27. November 1928 in der Schweiz, statt. Am 11. Januar 1929 lief Der Kampf ums Matterhorn auch in Österreich an.
Die filmtechnischen Bauten wurden von Heinrich C. Richter entworfen. Luis Trenker und Viktor Skutezky übernahmen die Produktionsleitung. Der nachmals berühmte Schweizer Kameramann Richard Angst nahm an dieser Filmexpedition als Bergführer teil.
Der Film erhielt die Prädikate „künstlerisch wertvoll“ und „Lehrfilm“.
1937 inszenierte Luis Trenker mit Der Berg ruft eine Tonfilmversion desselben Stoffs und übernahm abermals die Rolle des Carrel.
Da weder das Originalnegativ des Films noch Kinokopien oder die Zensurkarte von der deutschen Erstaufführungsfassung erhalten sind, wurde die digitale Rekonstruktion anhand von französischen und einer tschechischen Kinokopien aus den 1930er Jahren erstellt.

## Synchronisation
Im Jahre 1934 wurde eine um 431 Meter gekürzte und dennoch um zwei Akte erweiterte Synchronfassung des Stummfilms herausgebracht, in der keiner der Originaldarsteller seine Rolle sprach. Sie erschien am 13. Juli 1934 im Berliner Titania-Palast. Diese Tonfassung wurde von Carl Walther Meyer hergestellt, Josef Karma leitete die Synchronisation.
| Rolle          | Darsteller        | Synchronsprecher     |
| -------------- | ----------------- | -------------------- |
| Carrel         | Luis Trenker      | Erich Haußmann       |
| Felicitas      | Marcella Albani   | Edith Robbers        |
| Carrels Mutter | Alexandra Schmitt | Hèlène Robert        |
| Giaccomo       | Clifford McLaglen | Hermann Mayer-Falkow |

## Kritiken
In der Österreichischen Film-Zeitung stand am 1. Dezember 1928: „Kann es eine größere Wirkung eines Filmwerkes geben? Und muß man denen, die es geschaffen haben, aber auch jenen, welche uns diesen einzigartigen Film zugänglich gemacht haben … nicht ehrlich danken? Es ist wirklich ein ganz ungewöhnlicher, atemberaubender Genuß, dieser Kampf ums Matterhorn, der in Bild, Spiel, Regie und Handlung gleich einwandfrei ist und gerade darum so unerhört wirkt, weil alles zusammenklingt ohne jeden Mißton. Mario Bonnard und Nuntio Malasomma als Regisseure haben wirklich ihr Bestes getan, um als Dirigenten dieses herrlichen Bergliedes keinerlei Disharmonien aufkommen zu lassen. Die Darstellung ist wie aus einem Guß, sie sind alle ausgezeichnet: Marcella Albani, Luis Trenker, Peter Voss, Hannes Schneider. Und wirklich gut fügt sich in die herrlichen Bilder die Handlung, die zum Teil an historische Tatsachen anknüpft und die Erstbesteigung des Matterhorn durch den Engländer Eduard Whimpers [sic!] behandelt. (…) Alles in allem ein wirklich prachtvoller Film, von packender, nachwirkender Gewalt…“
Paimann’s Filmlisten resümierte: „Das Sujet, welches gegenüber ähnlichen reicher an Handlung, wird in seiner Wirkung lediglich durch die Wiederholung sich im Wesentlichen gleichender Vorgänge etwas beeinträchtigt. Besonders die, einer wahren Begebenheit nachgebildete, schließliche Bezwingung des Berges, wirkt dramatisch beinahe als Epilog. Dem wirkt aber die Regieführung durch strenge Kontinuität entgegen und sorgt für ausgesucht schöne Bilder, wie auch das Ensemble den darstellerischen und sportlichen Anforderungen in jeder Weise gerecht wird und die Photographie uneingeschränktes Lob verdient. – Gesamtqualifikation: Stark über dem Durchschnitt.“
Auf film.at hieß es: „Der Erfolg dieses Stoffs hängt wesentlich mit der realen alpinistischen Konkurrenz um den Gipfelsieg zwischen dem Engländer Edward Whymper und dem Italiener Antonio Carrel im Jahre 1865 zusammen. Man kann diese wie ein klassisches Drama beschreiben: Es gibt ein Agon (die Konkurrenz um den Gipfelsieg), es gibt einen Höhepunkt, der identisch ist mit dem Erreichen des Gipfels, und es gibt eine peripetische Kurve, die mit dem Absturz in die Katastrophe mündet. Nicht zuletzt existiert mit dem gerissenen Seil, das Edward Whymper als Beweis seiner Unschuld nach Zermatt brachte, ein Requisit, in dem das Drama symbolisch enthalten ist. Trenker hat in den Verfilmungen des Stoffes stets die Figur Carrels bevorzugt. Er stellt die bergsteigerische Ehre des Konkurrenten wieder her und trägt damit den ethischen Sieg davon.“